# 1945 في النمسا
فيما يلي قوائم الأحداث التي وقعت خلال عام 1945 في النمسا.

## سياسة

### تعيين في المنصب
- 1 يناير – ألفونس غورباخ Third President of the National Council of Austria ‏.
- 17 أبريل – تيودور كورنر عمدة فيينا.
- 20 ديسمبر – كارل رينر قائمة رؤساء النمسا.

## مواليد

### يناير
- 13 يناير – كريستيان بيرغر

### مايو
- 20 مايو – أنطون تسايلينغر

### يونيو
- 7 يونيو – فولفغانغ شوسل

### أكتوبر
- 12 أكتوبر – وولفرام بيرغر ممثل نمساوي.

## وفيات

### يناير
- 1 يناير – أوغستين مالار (مواليد 1894)
- 15 يناير – ويلهلم ورتنقر (مواليد 1865) رياضياتي نمساوي.

### أبريل
- 8 أبريل – ليزي فالدمولر (مواليد 1904)
- 30 أبريل – أدولف هتلر (مواليد 1889) مستشار الدولة وفوهرر ألمانيا، وزعيم ومؤسس الحزب النازي.

### ديسمبر
- 22 ديسمبر – أتو نويرات (مواليد 1882)